# Коркмаз, Али Исмаил
Али Исмаил Коркмаз (тур. Ali İsmail Korkmaz; 18 марта 1994 — 10 июля 2013) — турецкий студент-первокурсник Анатолийского университета, который умер в возрасте 19 лет после избиения полицией и политическими противниками, вмешавшимися в марш, где он участвовал в поддержку протестов в парке Гези. Он не смог получить своевременную медицинскую помощь. Коркмаз претерпел кровоизлияние в мозг, оставался в коме в течение 38 дней и умер 10 июля 2013 года. Его смерть вызвала протесты в Эскишехире, и в его память в городе была установлена статуя.

## Реакция
После смерти Али Исмаила Коркмаза начались протесты в различных провинциях Турции, а через 40 дней протестующие вышли также на улицы Хатая. «Марш справедливости» начался в Анталье в память о тех, кто был убит во время протестов в парке Гези, и достиг Эскишехира. Участники марша вместе с местными жителями вышли на улицу, где было совершено нападение на Али Исмаила Коркмаза. После этой протестной акции они отправилась в Анкару, где был убит Этем Сарысюлюк, также во время протестов в парке Гези.

## Судебный процесс
2 июня 2013 года на судебном заседании в Эскишехире по делу Коркмаза обвинение затребовало пожизненное заключение восьми обвиняемым.
21 января 2015 года Мевлют Салдоган был приговорён к 13 годам тюремного заключения за «умышленное причинение смерти». Его приговор был сокращен до 10 лет и 10 месяцев с учётом уже проведённого под стражей времени. Офицер полиции Ялчин Акбулут был приговорён к 12 годам тюремного заключения, но по тем же причинам отправился в тюрьму на 10 лет. Фыринджилар Исмаил, Рамазан Коюнку и Мухаммед Патансевер были приговорены к 8 годам лишения свободы за нанесение телесных повреждений жертве. Их наказание было сокращено до 3 лет и 4 месяцев, поскольку они лишь содействовали совершению преступления. Другие полицейские, Шабан Гекпынар и Хусейн Энгин, были оправданы за отсутствием состава преступления.

## Память
Статуя Али Исмаила Коркмаза была установлена в Эскишехире. Старая автостоянка, расположенная на улице Искеле в районе Расимпаша, была преобразована стабульским муниципалитетом Кадыкёй в парк и названа в честь Али Исмаила Коркмаза. Организация Университета Чукурова создала мемориальный лес Али Исмаила Коркмаза в Кемерхисаре. Муниципальные власти хатайского города Самандаг назвали мост на въезде в свой район именем Али Исмаила Коркмаза.
Фонд Али Исмаила Коркмаза, основанный семьёй Коркмаз, проводит различные мероприятия, которые помогают студентам, пожилым людям, защитникам природы и животных, художникам, ремесленникам и предоставляет стипендии студентам.